# 커뮤니티 매핑

Community Mapping icon - Noun Project 8677

커뮤니티 매핑(Community Mapping)은 커뮤니티와 매핑의 합성어로 집단지성에 기반하는 참여형 지도 제작 개념이다. 지역 구성원들이 함께 사회문화나 지역의 이슈, 안전, 도시 재생과 같은 특정 주제에 대한 정보를 직접 수집하고 ,이를 지도로 만들어 공유하고 이용하는 과정이다. 오픈맵(Open Map)은 그 결과로서 보통 두 개념이 혼용되어 사용된다.

## 정의와 특징
공간적/지역적 단위의 사회 조직체 또는 공통적 관심과 가치를 공유하는 집단이 현장에 대한 데이터를 얻어 실제 지도를 만드는 행위를 뜻한다. 즉, 넓게는 개인이 아닌 다양한 사람이 협력하여 만드는 지도제작이라는 뜻에서부터 좁게는 웹 2.0 기반의  참여형 지도제작 어플들까지 다양한 해석이 가능하다.
대체로 오픈 소스로 제작되어 누구나 자유롭게 참여,수정,배포할 수 있으며  크라우드 소싱으로  다양한 개념의 데이터들을 지도의 요소로 실시간 수집하기 때문에 집단지성의 대표적 사례인 위키피디아의 지도 버전이라고도 불린다. 대부분의 오픈 소스처럼 보통 비영리적 목적으로 제작되나, 증강현실(Augmented Reality, AR) 게임에서 커뮤니티 매핑된 지도를 사용하기도 하는 등 다양한 목적으로 사용될 수 있는게 가장 큰 특징이다.
익명의 대중들이 자발적으로 실시간으로 참여하기에 파급력과 빠른 속도의 전달력을 가지고 있으며 자유롭게 빠른 변화에 대처가 가능한 장점을 가지고 있다. 기존의 매핑보다 비용도 저렴하고 다양한 활용이 가능하나 지속적 관리나 유지가 힘들다는 단점도 가지고 있다.

## 사례

### 오픈스트리트맵(Openstreet map, OSM)

Openstreetmap logo

가장 대표적이고 유명한 오픈맵으로 2005년부터 비영리기구 오픈스트리트맵 재단이 운영하는 오픈소스이며 위키백과를 모델로 하고 있다. 누구나 작성,수정,이용,가공,재배포 등을 할 수 있으며 단순한 지도를 넘어서서 해도,자전거도로지도,등산지도 등으로도 활용되고 있다.

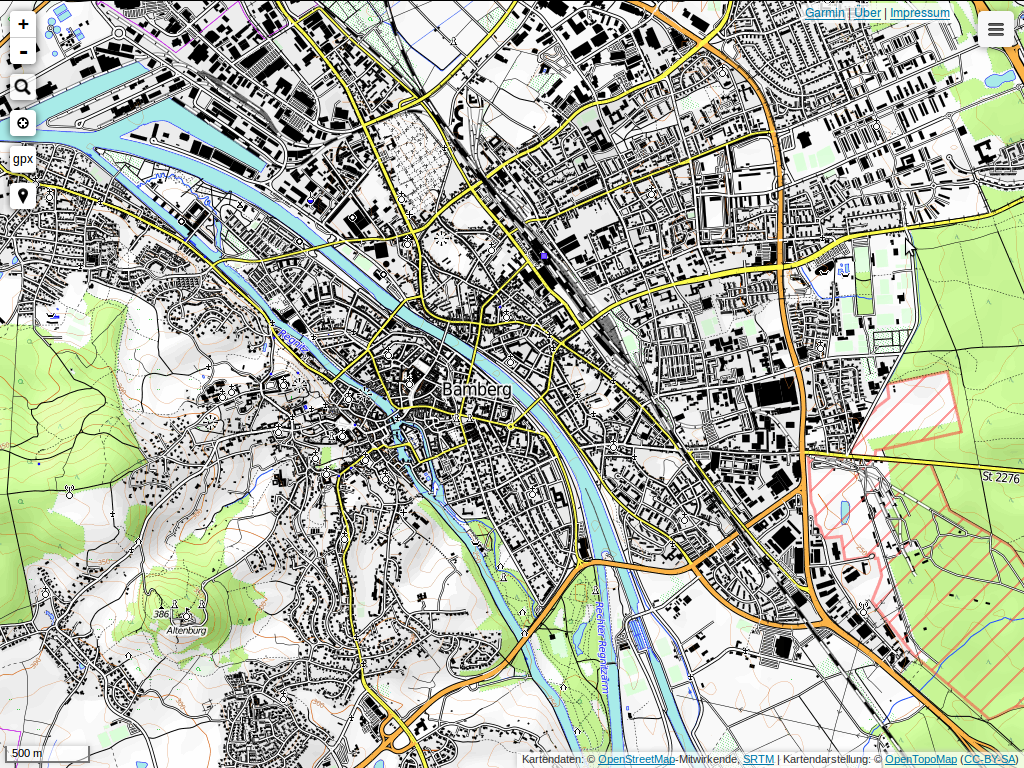
Bamberg in OpenT
opoMap

유럽의 경우에는 통상의 영리지도보다 더 정확하게 표기되어 있는 경우도 많으며 분수대,가로수,비포장도로의 유무까지 표시되기도 한다. 이는 유럽 쪽에서 OMS의 네비게이션 서비스가 시작된지 오래되기도 했고 정부차원의 데이터 제공지원도 큰 몫을 한다. 2016년에는 일본도요타에서 오픈스트리트맵을 네비게이션맵으로 장착한 자동차로 출시하기도 했다. 2017년까지 약 60억건의 GPS 좌표가 등록되었다.

### 웨이즈(Waze)
2006년 이스라엘에서 처음 시작된 오픈 소스 지도 제작 프로젝트로서 현재는 소셜기반 음성 길안내 서비스 어플의 형태를 하고 있다. 사용자들이 교통현장에서 직접 파악한 교통정보요소를 바로 지도에 반영 할 수 있는 것이 가장 큰 특징이며 교통체증상황을 사용자들이 실시간 업데이트하여 최적의 운전경로를 찾는 것이 가능하다. 경로상의  교통사고, 경찰 위치, 속도감지 카메라, 주유소의 위치와 가스의 가격을 비롯한 다양한 교통 관련정보를 반영하여 가장 싼 주요소를 공유하는 것도 가능하며 소셜플랫폼으로서의 기능도 있어 주변의 친구로 등록된 사용자의 위치정보, 트래픽 정보 등을 실시간으로 확인할 수 있다. 2013년 이미 5000만명 이상의 이용자들의 트래픽 정보로 구글맵에 견주는 지도 정확성을 가졌으며 2013년 애플, 페이스북, 구글의 인수경합에서 구글이 11억 달러에 최종적으로 인수 하였다.

### 대동타코야끼여지도[6]
2017년 대한민국의 트위터에서 출발한 구글맵기반의 오픈맵으로서 전국의 모든 타코야끼 점포와 포장마차를 지도상에 표시하겠다는 목표로 출시된지 1주일만에 1000개 이상의 점포가 지도에 표시되었다. 누구든지 쉽게 오픈맵에 점포의 위치와 간단한 설명을 입력할 수 있다.

### 매플러(Mappler)[8]
대한민국의 커뮤니티매핑센터(www.cmckorea.org)의 임완수 박사가 만든 양방향 지역정보제공 어플리케이션으로 다른 오픈맵 어플보다 지역 공동체에  대한 시민들의 관심과 이해, 참여의 유도를 중점으로 두고 있다.특정한 주제를 가진 지도를 제작하기 위해 만들어졌기에 특정 주제에 대한 범례를 표시 할 수 있는 것이 가장 큰 특징이며 AED 위치 지도, 학교 주변의 위험시설 지도 ,장애인과 노약자 접근성 지도 등, 지역 사회의 문제점과 시민의 복지에 대한 지도가 대부분이다. 사회 혁신 프로젝트인 구글 임팩트 챌린지에서 우승하였다.

### 베프지도(Barrier-Free 지도)[11]
베프지도는 교통약자를 위해 엘리베이터·경사로 유무, 출입문의 형태 등을 알려주는 지도 어플리케이션이다. 장애인이 공공시설과 문화시설에 대한 접근 정보 부족으로 일상생활에 겪는 불편함을 개선하기 위해 시작된 프로젝트다. 모든 장소가 장애인뿐만 아니라 고령자, 임산부 등 교통약자들이 이용할 수 있는 세상이 되는 것을 목표로 한다.
베프지도는 '언제, 어디서든, 비대면으로' 할 수 있는 봉사활동이라는 차별점을 가진다. 베프지도앱을 다운로드받은 후, 특정 장소의 정보와 사진을 입력하면 된다. 1건당 15분 봉사시간이 지급된다. 베프지도에서 자세한 내용을 확인할 수 있다.

## 커뮤니티 매핑의 성과
1)2010년 아이티 지진에서 구조대원들이 오픈스트리트맵을 사용하여 지진으로 인해 실시간으로 변하는 아이티 전역의 지형에 효과적으로 대응할 수 있었으며, 봉쇄된 길의 위치, 의약품을 보유한 약국의 위치, 사람들이 잔해에 깔려 있는 건물의 위치 등을 표시하여 인명 구조 활동에 활용되었다. 또한 2013년 필리핀 하이옌 수해복구에서 적십자가 오픈스트리트맵을 활용해 구조 활동을 하기도 했다.
2)2012년 허리케인 샌디에 의해 미국 동부가 파괴되어 피해가 막심했을 때 주요소 정보 오픈맵을 만들어 효과적인 자원조달이 이뤄질 수 있었으며 이는 미 연방 재난방재청의 공식 자료로도 사용됐다.
3)2015년 대한민국 메르스(중동호흡기증후군) 사태 당시, 감염 경로와 환자가 발생한 병원을 지도 위에 표기한 ‘메르스맵’이라는 오픈맵이 제작되었고 방문자가 500만 명을 넘어서기도 했다.
4)2007년 케냐 대통령 부정선거 사건 이후 정치적 폭력이 심해지자 우샤히디(Ushahidi)라는 오픈맵이 개설되어 수많은 사람들이 정치적 폭력사건을 지도에 표시하였고 언론 통제되던 이 시점에서 케냐에서 사람들이 유일하게 믿을 수 있는 정보 플랫폼이로 케냐 정부의 부정을 감시하고 수많은 생명을 구하는 역할을 하였다.

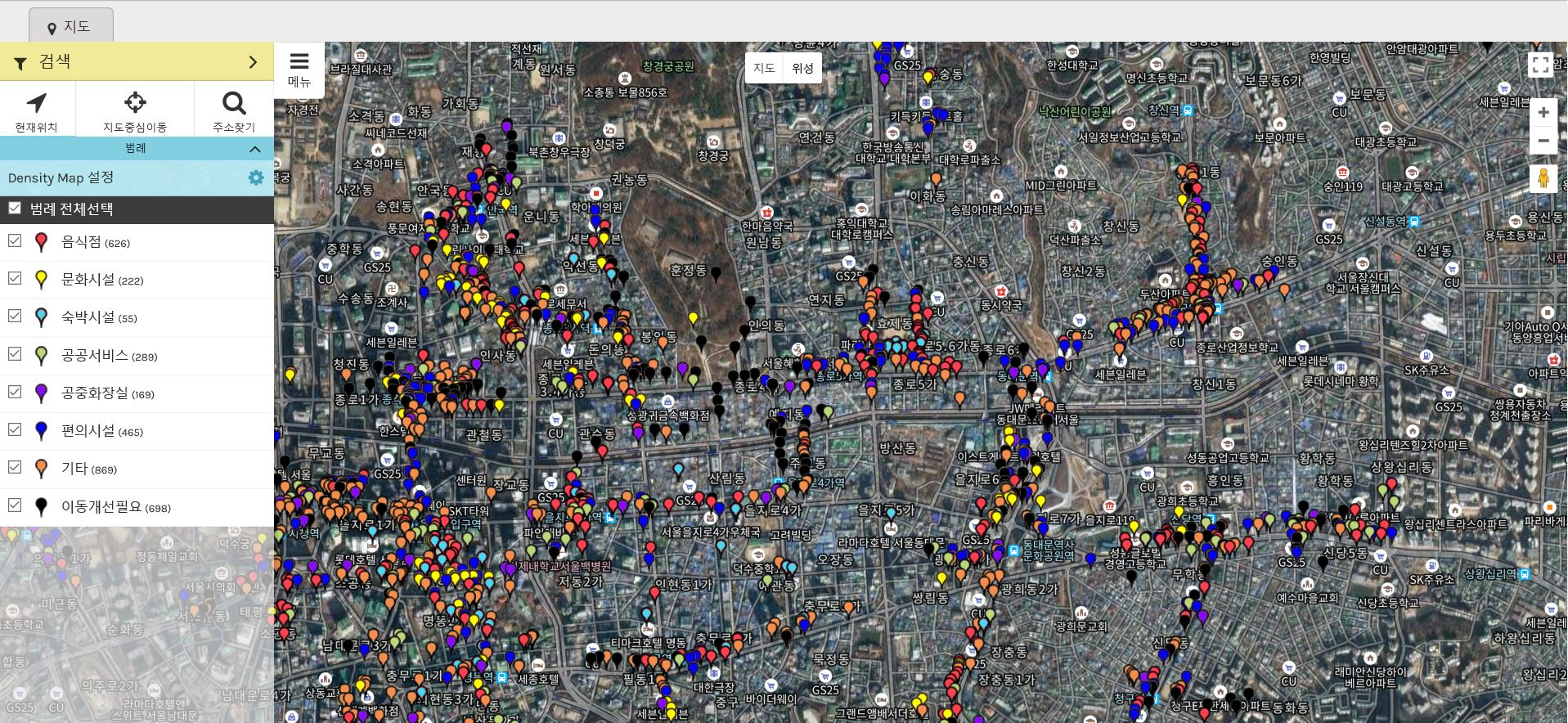
2016년 국민대학교 만들어진 실제 오픈맵

5) 2016년 대한민국 국민대학교에서 158명의  학생들이  '장애인이 접근할 수 있는 시설'이라는 주제로 3일 동안 3000건 이상의 데이터를 입력, '장벽 없는 세상'이라는 오픈맵을 만들어 커뮤니티 매핑 자체로 지역 사회의 문제점 파악과 취약계층에 대한 봉사가 가능 함을 보였다.
2018년에는 평창 동계 패럴림픽을 관람하는 장애인을 위한 모바일 지도를 제작하기도 했다. 약 100명의 국민대학교 학생들은 커뮤니티매핑센터와 협업하여 강릉·평창·정선 일대의 의료·숙박·보건·문화체육 시설을 조사했다. 조사한 것을 중심으로 장애인이 편하게 이용할 수 있는 장소 약 1200 곳을 커뮤니티매핑 전용앱에 기록하고 공유했다. 또한 임산부 등 활동에 제약이 있는 관광객들이 편히 이용할 수 있는 시설들을 기록해 실용성을 더했다. 이 프로젝트는 강원도청, 한국관광공사 등의 공공기관과 협력해 동계 패럴림픽이라는 지구촌 행사에 대학생들이 직접 참여하여 장애인들에게 도움을 주는 지역사회 공헌활동이었다는 점에서 큰 의미를 가졌다. 
국민대학교는 계속해서 매핑 활동을 이어가고 있다. 2022년 11월, 국민대학교는 '교통 약자의 편의를 위한 Barrier-Free(배리어 프리)'라는 주제로 '국민 커뮤니티매핑데이'를 개최했다. 서울 성북구 내에 교통약자를 위한 인프라가 갖춰져 있는지 확인하고 이를 반영하기 위한 지도를 만드는 활동을 했다. 활동은 2022년 11월 21일부터 25일까지 5일 간 진행되었다. 이 활동은 국민대의 한국인 학우 뿐만 아니라 한국인과 외국인 학우가 멘토-멘티로 짝을 이루어 활동도 하였다. 외국인 학우들이 성북구 일대를 돌아다니며 교통 약자를 위한 시설이 잘 되어 있는 곳, 잘 되어 있지 않은 곳을 찾아 매핑 활동을 진행했다. 국민대학교는 이 활동을 첫 단추로 하여, 보다 많은 사람들과 함께하는 배리어 프리 글로벌 매핑을 실현해나갈 계획이다.  

## 대한민국에서의 커뮤니티 매핑(오픈맵)의 한계와 문제점
대한민국은 다른 나라에 비해 오픈맵의 데이터량과 활동성이 현저히 떨어지며 이는 정부의 지도해외반출 규정으로 인한 근본적인 문제이다. 인기 게임인 포켓몬 고가 한국에서 늦게 출시된 이유도 포켓몬 고의 기반맵인 구글 맵이 규정에 따라 사용 불가능하였고 , 이는 나중에 결국 오픈스트리트맵을 사용하는 것으로 해결되어 출시 될 수 있었다. 이 외에도 익명성에 의한 크라우드 소싱이기 때문에 상당한 거짓 정보 공유와 사용법이 익숙하지 않은 사용자들의 부정확한 데이터 수집 등 신뢰성과 전문성에 대해서도 꾸준히 문제가 제기되고 있다. 또한 대한민국에서의 커뮤니티 매핑(오픈맵)은 주로 사회 문제의 파악과 해결이라는 특징을 가지는데 사용자들이 흥미를 느끼지 못하거나 자발적 참여 유도가 되지 않아 정보의 양과 질을 유지,향상시키는데 어려움을 겪고 있다.